# Гапріндашвілі Нона Терентіївна
Нона Гапріндашвілі (груз. ნონა გაფრინდაშვილი, нар. 3 травня 1941 у Зугдіді, Грузія) — грузинська шахістка, заслужений майстер спорту (1964); п'ята в історії шахів чемпіонка світу (1962–1978), перший міжнародний гросмейстер серед жінок (1976) і перша жінка, якій дали звання міжнародного гросмейстера серед чоловіків (1978). П'ятиразова чемпіонка СРСР. Голова жіночої комісії ФІДЕ. Перша володарка призу «Шаховий Оскар» (1982).

## Біографія
Нону навчили грати в шахи старші брати, коли їй було 5 років. З 12 років займалася шахами в Тбіліському палаці піонерів під керівництвом досвідченого тренера Вахтанга Карселадзе (1919—1966), якого називають засновником грузинської жіночої шахової школи.
У 1989–1996 Нона Гапріндашвілі була президентом Національного Олімпійського Комітету Грузії. З 1996 почесним президентом НОКГ. З 2002 є депутатом Тбіліського Сакребуло (Міської Ради).
Під час кампанії на президентських виборах у Грузії 2008 року Нона Гапріндашвілі очолювала передвиборчий штаб кандидата Бадрі Патаркацишвілі.

## Спортивна кар'єра
У 15 років стала чемпіонкою Тбілісі і Грузії.
У 19 років завоювала право на участь в турнірі претенденток у Югославії, де упевнено посіла перше місце, набравши 13 очок із 16 можливих і на два очки випередивши другого призера.
16 років на шаховому троні. 1962 року виграла матч на першість світу в Єлизавети Бикової з рахунком 9:2 і стала п'ятою в історії шахів чемпіонкою світу. У подальші роки провела 5 матчів на найвищому рівні, захищаючи чемпіонське звання, — три матчі виграла в Алли Кушнір (1965, Рига — 8,5:4,5; 1969, Тбілісі — 8,5:4,5; 1972, Рига — 8,5:7,5); один у Нани Александрії (1975, Піцунда — Тбілісі 8,5:3,5) і один програла Майї Чибурданідзе (1978, Піцунда — 6,5:8,5). 5 разів вигравала чемпіонати СРСР серед жінок (1964, 1973 і 1974, 1981, 1983, 1985), 10 разів у складі збірної СРСР перемагала на Всесвітніх шахових олімпіадах (у 1963-86).
Завдяки своєму універсальному стилю гри, вона змогла на рівних з чоловіками боротися на міжнародних турнірах, перемігши на побічному турнірі в Гастінґсі (1963/64), на міжнародному турнірі в Лоун-Пайні (США, 1977), в Реджо-Емілії (1983, Італія), на побічному турнірі у Вейк-ан-Зеє (1987, Голландія). Після перемоги в США вона була першою серед жінок удостоєна звання міжнародного гросмейстера серед чоловіків. Після поразки в матчі на першість світу Маї Чибурданідзе довгі роки залишалася однією з найсильніших шахісток світу. У 1979–1988 з успіхом брала участь у низці змагань на першість світу, зокрема, виграла міжзональний турнір в Бад-Кіссінгені (1982, Німеччина), була другим призером міжзонального турніру в Югославії.

## Нагороди
За досягнення в галузі шахів нагороджена Орденом Леніна (1966) і орденом «Знак Пошани» (1985), медаллю «За трудову відзнаку» (1965).
- Почесна громадянка Тбілісі (2000)[2]
- Президентський орден Сяйво (Грузія, 2015)[3]

## Зміни рейтингу
| На цьому місці має відображатися графік чи діаграма, однак з технічних причин його відображення наразі вимкнено. Будь ласка, не видаляйте код, який викликає це повідомлення. Розробники вже працюють для того, щоби відновити штатне функціонування цього графіка або діаграми. | |
| | На цьому місці має відображатися графік чи діаграма, однак з технічних причин його відображення наразі вимкнено. Будь ласка, не видаляйте код, який викликає це повідомлення. Розробники вже працюють для того, щоби відновити штатне функціонування цього графіка або діаграми. |

## Нона Гапріндашвілі у популярній культурі
- В 1978 році грузинська фабрика Іверія випустила жіночі парфуми "Нона" на честь Нони Гапріндашвілі, автором аромату є Ліана Гахокідзе. Флакон для парфумів має форму ферзя.
- Ліна Костенко присвятила Ноні Гапріндашвілі вірш "Дівчаточко з обличчям Тінатін...".